# Бахрудин Ченгић
Бахрудин Ченгић, познат и као Бато или Бата Ченгић, (Maглај, 7. јануар 1931 — Сарајево, 16. октобар 2007) био је југословенски и босанскохерцеговачки редитељ и сценариста.

## Деловање
Написао је сценарио и режирао за велики број филмова, документарних, ТВ и краткометражних. Током Рата у Босни и Херцеговини направио је преко 1000 минута снимака током опсаде Сарајева и од тога направио документарни есеј под називом Сарајево.
Појавио се у документарном филму Забрањени без забране из 2007. године. Преминуо је 16. октобра 2007. године у Сарајеву.

## Филмографија

### Филмови
| Година | Филм                                       | Напомена                                |
| ------ | ------------------------------------------ | --------------------------------------- |
| 1962.  | Козара                                     | заменик редитеља (као Бато Ченгић)      |
| 1963.  | Дани                                       | заменик редитеља                        |
| 1964.  | Народни посланик                           | први заменик редитеља (као Бато Ченгић) |
| 1964.  | На место, грађанине Покорни!               | други заменик редитеља                  |
| 1966.  | Повратак                                   | заменик редитеља                        |
| 1967.  | Мали војници                               | режија                                  |
| 1970.  | Дванаест столица                           | заменик редитеља (као Бато Ченгић)      |
| 1971.  | Улога моје породице у свјетској револуцији | сценарио и режија                       |
| 1972.  | Слике из живота ударника                   | сценарио и режија                       |
| 1978.  | Љубав и бијес                              | први заменик редитеља (као Бато Ченгић) |
| 1983.  | Писмо - Глава                              | сценарио и режија                       |
| 1990.  | Глуви барут                                | сценарио и режија                       |
| 1992.  | Албанија                                   | режија                                  |

### Документарни филмови
| Година | Филм                           | Напомена            |
| ------ | ------------------------------ | ------------------- |
| 1955.  | Ласта                          | сценариста          |
| 1955.  | Техника                        | сценариста          |
| 1958.  | Десет на једног                | сценариста          |
| 1961.  | Човек без лица                 | сценариста          |
| 1961.  | Крилати каравани               | сценариста          |
| 1961.  | Људи са реке                   | сценариста          |
| 1966.  | Soyez le bienvenu, добро дошли | сценариста          |
| 1980.  | Сарајево другачији град        | сценариста          |
| 1984.  | Рудник данас                   | сценариста          |
| 2007.  | Забрањени без забране          | појављивање у филму |

### Телевизија
| Година | Име                            | Напомена                  |
| ------ | ------------------------------ | ------------------------- |
| 1976.  | Јагош и Угљеша                 | ТВ филм (као Бато Ченгић) |
| 1977.  | Зовем се Ели                   | ТВ филм                   |
| 1978.  | Љубав у једанаестој            | ТВ филм                   |
| 1979.  | Ујед                           | ТВ филм                   |
| 1985.  | Указање Госпе у селу Грабовица | ТВ филм (као Бато Ченгић) |

### Краткометражни филмови
| Година | Име            | Напомена |
| ------ | -------------- | -------- |
| 1976.  | Живот је леп   | сценарио |
| 1981.  | Човек са сатом | сценарио |